# Henry Gutton
Pour les articles homonymes, voir Gutton.
Ne doit pas être confondu avec Henri Gutton.

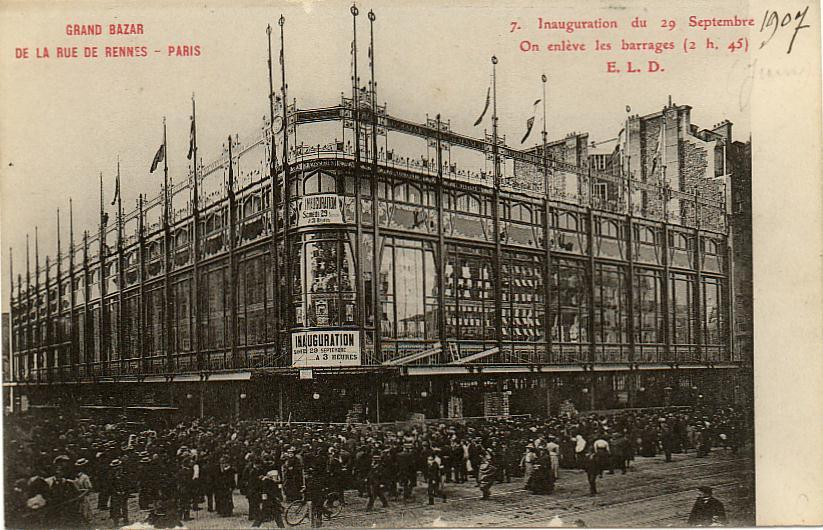
Le Grand Bazar de la rue de Rennes (Magasins Réunis) à Paris, construit par Henry Gutton entre 1906 et 1907 (détruit).

Henry Gutton est un architecte de l'École de Nancy, né à Nancy le 3 avril 1874 et mort à Montmorency le 20 mars 1963,.

## Biographie
Il est souvent confondu avec Henri Gutton, son oncle. Diplômé de l'École Nationale des Beaux-Arts, sa carrière commence au cabinet de Victor Laloux où il se forme. Talentueux, il obtient une médaille d'or à l'exposition universelle de 1900.
Il travaille ensuite à Nancy entre 1901 et 1905, où il collabore avec Émile André et son oncle au projet du parc de Saurupt mais se brouille avec ce dernier qui prend sa relève sur la construction de la Villa Fournier-Defaut. Il crée ensuite quelques pièces de mobiliers de style Art nouveau.
À partir de 1905, Eugène Corbin lui confie la construction et l'aménagement des Magasins Réunis à Paris, dont le siège social est situé rue de Turenne.
Le Grand bazar de la rue de Rennes, à Paris, devient son chef-d'œuvre. Ce bâtiment à structure métallique construit entre 1906 et 1907 est alors le plus important édifice dans le style de l'École de Nancy présent dans la capitale et constitue en quelque sorte son manifeste.
En 1901 il épouse Christine Amélia Hoësli, née en 1877. Brodeuse recherchée et un modèle prisé, posant pour différents artistes, Amélia inspire en particulier le sculpteur Raoul Verlet, membre de l'Institut (1857-1923), pour son monument à Guy de Maupassant installé dans le Parc Monceau à Paris en 1897, à l'initiative de la Société des gens de lettres. Au pied du buste de l'écrivain, il la représente allongée en grandeur nature, dans une pose alanguie. Proche de Victor Prouvé, lui-même issu d'un milieu de dessinateurs en broderie, celui-ci réalise son portrait où elle brode en soie une robe d'enfant composée par le maître, dont les souples tiges de liserons sauvages enthousiasment un critique de l'époque qui loue : « Un modèle de goût et de grâce vraiment touchante... Les fleurs délicates de la nature se jouant avec légèreté, en capricieux méandres ».
Il devient après la guerre administrateur des Magasins réunis et réalise des cités-jardins et des projets d'urbanisation avec son fils André.  
Artiste polyvalent, il dessine également du mobilier s'inspirant des formes du XVIIIe siècle auxquelles s'ajoutent les influences régionales nancéiennes.